# شركة النقل الحضري بتونس

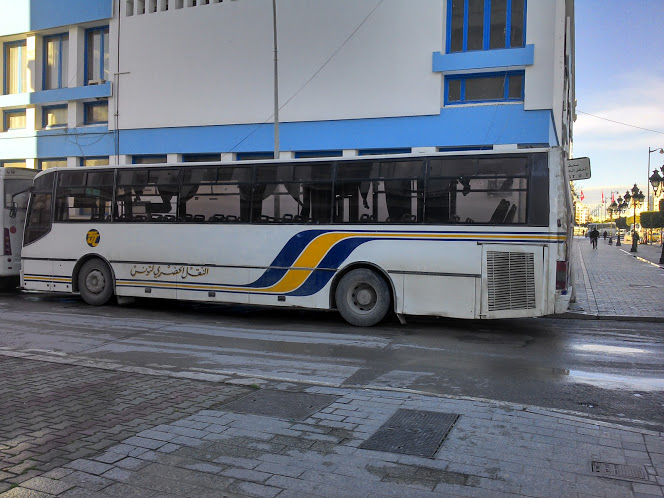
حافلة النقل الحضري بتونس

شركة النقل الحضري بتونس شركة خاصة للنقل الجماعي للمسافرين، تؤمن الرحلات في مدينة تونس وضواحيها.